# Nicola Zalewski
Nicola Zalewski (Tivoli, 23 de janeiro de 2002) é um futebolista ítalo-polonês que atua como meio-campista, ala ou lateral. Atualmente joga na Atalanta.

## Carreira

### Início
Filho de poloneses oriundos da cidade de Łomża que mudaram-se nos anos 90 para a Itália, Zalewski nasceu em Tivoli, na província de Roma. Começou sua carreira na base do extinto USD Zagarolo, mas logo entrou no Roma em 2011 aos nove anos.
No Roma Primavera (time Sub-19) era considerado o melhor jogador do elenco, tendo alternado entre o time principal nas temporadas 2020–21 e 2021–22. Renovou seu contrato com a Loba em 17 novembro de 2020, assinando até 2024.

#### 2021–22
Sua estreia pelo time principal foi em 18 de agosto de 2021, na vitória de 3–2 sobre o Manchester United, tendo tido uma boa estreia e participado do lance do terceiro gol do time romano, na qual foi primeiramente creditado como autor do gol, mas que posteriormente foi dado como contra de Alex Telles. Três dias depois, atuou na goleada do Roma por 5–0 sobre o Crotone e deu uma assistência no último gol.
Com a contratação de José Mourinho, Zalewski foi integrado para treinar com a primeira equipe e foi bem no período, tendo marcado dois gols no período preparatório. Porém, a titularidade absoluta só foi conquistada após sua mudança para a ala esquerda, a partir da 26ª da Série A. Em 14 de abril, deu uma assistência para o segundo gol do Hat-trick de Zaniolo, contribuindo na vitória de 4–0 sobre o Bodo/Glimt e na classificação para a semifinal da Liga Conferência. No primeiro jogo da semifinal em 28 de abril, deu uma assistência para Lorenzo Pellegrini marcar o gol da Roma no empate de 1–1 com o Leicester. O Roma sagrou-se campeão e conquistou a primeira edição da Liga Conferência da Europa, batendo o Feyenoord por 1–0. Foi eleito para lista de 100 futebolistas indicados para o Golden Boy em junho de 2022.

#### 2022–23
Em 14 de outubro, foi selecionado para a lista dos 20 finalistas do Golden Boy.

## Seleção Polonesa
Zalewski integrou a maioria das categorias da Polônia, desde sub-16. Foi um dos convocados para representar a Polônia na Copa do Mundo Sub-20 de 2019 e convencedeu uma assistência no jogo contra o Taiti.
Obteve sua primeira convocação em 16 de agosto de 2021, para jogos amistosos contra Albânia, San Marino e Inglaterra. Em 17 de maio de 2022, foi um dos convocados por Czesław Michniewicz para disputar a Liga das Nações da UEFA de 2021-22.
Em 7 de junho de 2024, Zalewski foi um dos 26 convocados por Michał Probierz para representar a Seleção Polonesa da Eurocopa.

## Estatísticas
Atualizadas até 18 de junho de 2022.[carece de fontes?]

### Clubes
| Equipe            | Temporada         | Campeonato nacional | Campeonato nacional | Campeonato nacional | Copa nacional[a] | Copa nacional[a] | Copa nacional[a] | Competições continentais[b] | Competições continentais[b] | Competições continentais[b] | Outros torneios[c] | Outros torneios[c] | Outros torneios[c] | Total | Total | Total   |
| Equipe            | Temporada         | Jogos               | Gols                | Assist.             | Jogos            | Gols             | Assist.          | Jogos                       | Gols                        | Assist.                     | Jogos              | Gols               | Assist.            | Jogos | Gols  | Assist. |
| ----------------- | ----------------- | ------------------- | ------------------- | ------------------- | ---------------- | ---------------- | ---------------- | --------------------------- | --------------------------- | --------------------------- | ------------------ | ------------------ | ------------------ | ----- | ----- | ------- |
| Roma              | 2020–21           | 1                   | 0                   | 1                   | —                | —                | —                | 1                           | 0                           | 0                           | —                  | —                  | —                  | 2     | 0     | 1       |
| Roma              | 2021–22           | 16                  | 0                   | 0                   | 1                | 0                | 0                | 6                           | 0                           | 2                           | —                  | —                  | —                  | 23    | 0     | 2       |
| Roma              | 2022–23           | 7                   | 0                   | 0                   | 0                | 0                | 0                | 3                           | 0                           | 0                           | —                  | —                  | —                  | 10    | 0     | 0       |
| Roma              | Total             | 24                  | 0                   | 1                   | 1                | 0                | 0                | 10                          | 0                           | 2                           | 0                  | 0                  | 0                  | 35    | 0     | 3       |
| Total na carreira | Total na carreira | 24                  | 0                   | 1                   | 1                | 0                | 0                | 10                          | 0                           | 2                           | 0                  | 0                  | 0                  | 25    | 0     | 3       |

- a. ^ Jogos da Coppa Italia
- b. ^ Jogos da Liga Conferência Europa da UEFA e Liga Europa da UEFA
- c. ^ Jogos da

### Seleção Polonesa
Atualizadas até 18 de junho de 2022.[carece de fontes?]
Sub-16
| Ano   |       |      |         |
| Ano   | Jogos | Gols | Assist. |
| ----- | ----- | ---- | ------- |
| 2017  | 1     | 0    | 0       |
| 2018  | 4     | 0    | 0       |
| Total | 5     | 0    | 0       |

Sub-17
| Ano   |       |      |         |
| Ano   | Jogos | Gols | Assist. |
| ----- | ----- | ---- | ------- |
| 2018  | 6     | 1    | 1       |
| 2019  | 3     | 1    | 1       |
| Total | 9     | 2    | 2       |

#### Sub-19
| Ano   |       |      |         |
| Ano   | Jogos | Gols | Assist. |
| ----- | ----- | ---- | ------- |
| 2019  | 7     | 0    | 1       |
| Total | 7     | 0    | 1       |

Sub-20
| Ano   |       |      |         |
| Ano   | Jogos | Gols | Assist. |
| ----- | ----- | ---- | ------- |
| 2019  | 1     | 0    | 1       |
| Total | 1     | 0    | 1       |

Sub-21
| Ano   |       |      |         |
| Ano   | Jogos | Gols | Assist. |
| ----- | ----- | ---- | ------- |
| 2021  | 2     | 0    | 0       |
| 2022  | 2     | 0    | 0       |
| Total | 4     | 0    | 0       |

Principal
| Ano   |       |      |         |
| Ano   | Jogos | Gols | Assist. |
| ----- | ----- | ---- | ------- |
| 2021  | 1     | 0    | 1       |
| 2022  | 4     | 0    | 1       |
| Total | 5     | 0    | 2       |

## Títulos

### Roma
- Liga Conferência da Europa : 2022–23[carece de fontes?]